# Eurya ternatana
Eurya ternatana là một loài thực vật có hoa trong họ Pentaphylacaceae. Loài này được Miq. mô tả khoa học đầu tiên năm 1869.